# 야마구치 가즈키 (1995년)
야마구치 가즈키(일본어: 山口 和樹, 1995년 5월 15일~)는 일본의 축구 선수이다.

## 구단 경력
그는 2018년 J1리그의 쇼난 벨마레에 입단했다. 2018년에 J리그컵 우승을 차지했다. 2020년 J2리그의 FC 류큐로 이적했다. 2021년부터 2022년까지 J3리그의 AC 나가노 파르세이루에서 뛰었다. 2023년 일본 풋볼 리그의 라인미어 아오모리로 이적했다.